# Рупрехт III (граф Нассау)
Рупрехт III Воинственный (нем. Ruprecht III. der Streitbare; ум. 1191) — граф Нассау с 1160 года. Младший сын графа Арнольда фон Лауренбурга и его жены Анастасии, дочери графа Людвига II фон Арнштайна.

## Биография
После смерти отца правил графством Нассау вместе с братом — Генрихом I, и двоюродным братом — Вальрамом I.
Владелец монетного двора в Зигене (1170), фогт аббатства Шенау (1172), фогт Кобленца (1182).
Сторонник императора Фридриха I Штауфена, вместе с ним участвовал в битвах при Монте Порцио (1167) и Леньяно (1176) и в борьбе с Генрихом Львом (1180).
Вместе с Вальрамом I участвовал в Третьем крестовом походе (1189—1191). Умер в Святой Земле (по пути домой).

## Семья
Женой Роберта была Елизавета фон Шаумбург (ум. ок. 1235—1238), дочь и наследница графа Эмихо III фон Лейнинген. Дети:
- Герман (ум. после 3 декабря 1240) — канонник в Майнце
- Луитгарда (ум. до 1222), 1-й муж — Гебхард IV фон Кверфурт, бургграф Магдебурга, 2-й муж — Генрих III фон Фирнебург.